# Malayotyphlops kraalii
Malayotyphlops kraali är en ormart som beskrevs av Doria 1874. Malayotyphlops kraali ingår i släktet Malayotyphlops och familjen maskormar. Inga underarter finns listade i Catalogue of Life.
Denna orm är endast känd från ön Seram och en liten ö i samma region. Individerna lever i skogar, på odlingsmark och i trädgårdar. Honor lägger antagligen ägg.
Populationens storlek är okänd. IUCN listar arten med kunskapsbrist (DD).